# فرودگاه آبی نیوکاسل
 فرودگاه آبی نیوکاسل (به انگلیسی: Newcastle Aerodrome) (به زبان بومی: Newcastle Airfield) یک فرودگاه است که یک باند فرود چمن دارد و طول باند آن ۶۹۰ متر است. این فرودگاه در کشور ایرلند قرار دارد و در ارتفاع ۰٫۳ متری از سطح دریا واقع شده است.